# National Research Council of Canada

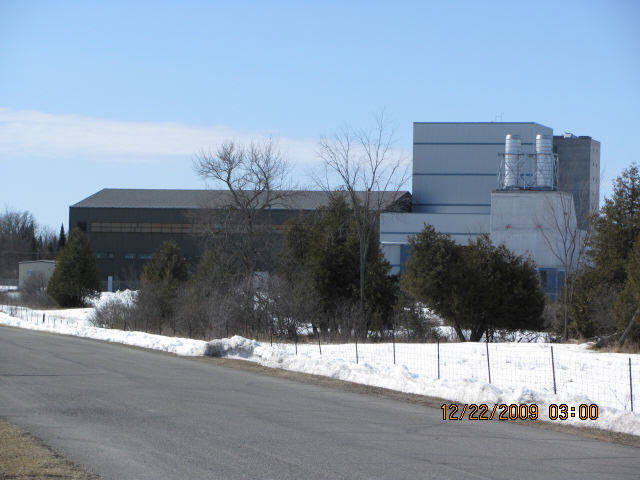
Brandprüfungslabor Komplex Mississippi Mills (Ontario)

Der National Research Council of Canada (NRC, englisch) bzw. wegen der staatlichen kanadischen Zweisprachigkeit gleichberechtigt auch Conseil national de recherches Canada (CNRC, französisch) ist die staatliche Organisation (Crown Agency) Kanadas für wissenschaftliche und industrielle Forschung. Sie umfasst 20 Institute und beschäftigt 3.780 Personen.
Die Aufgabe der 1916 gegründeten Behörde war es zunächst, die Regierung auf wissenschaftlichem Gebiet zu beraten. Zu Beginn der 1930er Jahre begann sie, selbst zu forschen und errichtete zu diesem Zweck erste Laboratorien in Ottawa. Während des Zweiten Weltkriegs und in der Nachkriegszeit wurden die Forschungsbereiche markant ausgeweitet. Zu den bekanntesten Errungenschaften des NRC gehören der erste Herzschrittmacher (1951) und die erste Caesium-Atomuhr (1958). Das NRC finanzierte den Bau des TRIUMF-Teilchenbeschleunigers und betreibt auch das Canada-France-Hawaii Telescope auf dem Mauna Kea.

## Einrichtungen, die aus NRC entstanden sind
Aus dem NRC heraus sind weitere Behörden und Dienste entstanden:
- Canadian Space Agency
- Defence Research and Development Canada
- Atomic Energy of Canada Limited
- Canadian Institutes of Health Research
- Communications Security Establishment
- Natural Sciences and Engineering Research Council

## Institute und Forschungseinrichtungen

### Wissenschaftliche Forschung
- Herzberg Institute of Astrophysics (NRC-HIA) –  Penticton und Victoria
- Steacie Institute for Molecular Sciences (NRC-SIMS) – Ottawa und Chalk River
- Canadian Neutron Beam Centre (NRC-SIMS) – Chalk River
- National Institute for Nanotechnology (NINT) – Edmonton
- Institute for National Measurement Standards (NRC-INMS) – Ottawa
- Nuclear Magnetic Resonance Institute (NRC-NMR) – Ottawa
- Institute for Biological Sciences (NRC-IBS) – Ottawa
- Biotechnology Research Institute (NRC-BRI) –  Montreal
- Institute for Biodiagnostics (NRC-IBD) – Winnipeg, Calgary, Halifax
- Plant Biotechnology Institute (NRC-PBI) – Saskatoon
- Institute for Marine Biosciences (NRC-IMB) – Halifax
- Genomics and Health Initiative (NRC-GHI)
- Institute for Nutrisciences and Health (NRC-INH) – Charlottetown

### Ingenieurwissenschaften
- Institute for Aerospace Research (NRC-IAR) – Ottawa, Montreal
- Centre for Surface Transportation Technology (NRC-CSTT) – Ottawa, Vancouver
- Canadian Hydraulics Centre (NRC-CHC) – Ottawa
- Institute for Ocean Technology (NRC-IOT) – St. John’s
- Institute for Microstructural Sciences (NRC-IMS) – Ottawa
- Industrial Materials Institute (NRC-IMI) – Boucherville, London, Saguenay (Chicoutimi)
- Institute for Chemical Process and Environmental Technology (NRC-ICPET) – Ottawa
- Institute for Fuel Cell Innovation (NRC-IFCI) – Vancouver
- Institute for Information Technology (NRC-IIT) – Ottawa, Gatineau, Fredericton und Moncton
- Institute for Research in Construction (NRC-IRC) – Ottawa,  London, Regina
- Imaging Network – in Ottawa

### Unterstützende Institute
- Canada Institute for Scientific and Technical Information (NRC-CISTI), Kanadas Nationale Wissenschaftsbibliothek – Standort: Ottawa
- Industrial Research Assistance Program (NRC-IRAP) – Standorte: Ottawa und ganz Kanada.

## Eigene Flugzeuge
Das NRC verfügt über eine Reihe von eigenen Flugzeugen für Forschungsaufgaben:
- Bell 412 Advanced Systems Research Aircraft
- Bell 205 Simulator
- Convair CV-580 – für Atmosphärenforschung
- Falcon 20 – genutzt für Luft und Raumfahrtforschung sowie Geowissenschaften
- Twin Otter –  Atmosphärische und biowissenschaftliche Forschung, sowie für Flugmechaniker und Flugsysteme (Ausbildung)
- Harvard Mark IV – experimentelle Maschine für Avionik-Forschung
- Canadair T-33 – Flugausbildung
- Extra 300 – für Pilotenausbildung unter dynamischen Umweltbedingungen